# Mike Gillis
Michael David Gillis (* 1. Dezember 1958 in Sudbury, Ontario) ist ein ehemaliger kanadischer Eishockeyspieler, der von 1978 bis 1984 in der National Hockey League (NHL) aktiv war. Von 2008 bis 2014 war er Präsident und General Manager der Vancouver Canucks. Seit Juni 2016 sitzt er im Führungsgremium des Schweizer Vereins Genève-Servette HC. Sein jüngerer Bruder Paul war ebenfalls professioneller Eishockeyspieler in der NHL und anschließend als Trainer in den Minor Leagues tätig.

## Spielerkarriere
Mike Gillis begann seine professionelle Eishockeykarriere bei den Kingston Canadians der Ontario Major Junior Hockey League. Dort spielte er in den Jahren 1975 bis 1978 in 111 Spielen und erlangte in diesen 132 Scorerpunkte (39 Tore und 93 Vorlagen). Aufgrund einer schweren Beinverletzung, die er sich in einem Spiel gegen Sudbury am 1. Oktober 1976 zugezogen hatte, musste Gillis nahezu die komplette Saison 1976/77 aussetzen. Im NHL Amateur Draft 1978 wurde der linke Flügelstürmer in der ersten Runde an insgesamt fünfter Stelle von den Colorado Rockies ausgewählt.
In der Spielzeit 1978/79 folgte ein kurzes Intermezzo von zwei Spielen bei den Philadelphia Firebirds in der American Hockey League. Hiernach absolvierte er seine ersten Spiele bei den Colorado Rockies in der National Hockey League. In 30 Saisonspielen kam er auf acht Scorerpunkte (ein Tor und sieben Vorlagen). Durch Nachwirkungen einer Knieoperation, die bei ihm im Jahr 1978 durchgeführt worden war, konnte Gillis auch diese Saison nicht komplett unverletzt abschließen. Die Spielzeit 1979/80 verbrachte der Stürmer sowohl bei den Colorado Rockies, mit denen er 40 Spiele absolvierte und neun Punkte sammelte (vier Tore und fünf Vorlagen) und bei den Fort Worth Texans in der Liga Central Hockey League, bei denen er auf 22 Punkte (neun Tore und 13 Vorlagen) kam.
Die Saison 1980/81 begann für Gillis bei den Colorado Rockies. Er bestritt dort 51 Spiele, in denen der Flügelstürmer mit elf Toren und sieben Vorlagen auf 18 Scorerpunkte kam. Am 18. Februar 1981 wurde Gillis Teil eines Transfergeschäfts zwischen den Rockies und den Boston Bruins. Sie tauschten den linken Außenstürmer gegen Bob Miller. Bei seinem neuen Team gelangen ihm in 17 Spielen sechs Scorerpunkte, darunter zwei Tore und vier Vorlagen. Die gesamte Punktausbeute dieser Saison von 24 Punkten, davon 13 Tore und elf Vorlagen, sollten seine Punktbestleistung in der NHL bleiben.
In seiner ersten vollen Saison bei den Bruins 1981/82 spielte Gillis in 52 Saisonspielen und erzielte 17 Punkte. In den nachfolgenden Playoffs lief er bei elf Spielen auf und sammelte drei Punkte. Ein Jahr später war der Flügelstürmer Mitglied des Teams der Baltimore Skipjacks in der American Hockey League. Bei diesen konnte er die Saison als viertbester Scorer der Liga abschließen, denn insgesamt kam er in 74 Spielen auf 113 Scorerpunkte, darunter waren 32 Tore und 81 Vorlagen. In der gleichen Saison absolvierte Gillis zudem fünf Begegnungen für die Bruins, in denen er es auf eine Vorlage brachte. In den folgenden Playoffs bestritt er zwölf Partien mit einer Ausbeute von vier Punkten (ein Tor und drei Vorlagen). Die Spielzeit 1983/84 verbrachte Gillis bei den Bruins (17 Punkte in 50 Spielen) und den Hershey Bears in der AHL (29 Punkte in 26 Partien). In seinen letzten NHL-Playoff-Einsätzen konnte der Stürmer keine Punktausbeute vorweisen.
Mike Gillis konnte die komplette Saison 1984/85 nicht spielen, da er sich im Trainingslager erneut einen komplizierten Beinbruch zuzog. Nach dieser Verletzung war eine Rückkehr in den Profisport unmöglich, die Boston Bruins entließen Gillis schließlich ein Jahr später im September 1985. Der Stürmer beendete seine professionelle Eishockeykarriere anschließend.

### Talent
Gillis galt als großes Talent, das erklärt auch die frühe Auswahl im NHL Amateur Draft 1978. Er war vielseitig einsetzbar und spielte teilweise sogar auf der Position eines Verteidigers. Aufgrund der vielen und schweren Verletzungen konnte Gillis die Erwartungen, die in ihn gesetzt wurden, auf dem NHL-Niveau allerdings nie erfüllen.

## Managerkarriere

### Agent
Nachdem Gillis seine aktive Spielerkarriere beendet hatte, trainierte er das Team der Golden Gaels der Queen’s University im Spieljahr 1985/86. Der damals selbst in der NHL aktive Spieler wurde, nachdem er 1990 an der bereits genannten Queen’s University einen Abschluss in Rechtswissenschaften machte, Spieleragent. Er betreute ab dem Jahr 1994 mehrere bekannte Eishockeyspieler, darunter zum Beispiel Pawel Bure, Markus Näslund, Mike Richter, Bobby Holík und Pat Verbeek.

### General Manager
Die Vancouver Canucks suchten nach der Entlassung von Dave Nonis am Ende der Saison 2007/08 einen neuen General Manager. Diesen fanden sie in Mike Gillis, der die Nachfolge Nonis am 23. April 2008 antrat. Seitdem ist Gillis in dem Posten des General Managers und des Präsidenten von Canucks Sports & Entertainment. Zum Ende der Saison 2013/14 wurde Gillis von all seinen Ämtern enthoben. Neuer General Manager wurde Jim Benning, während ihm im Amt des Präsidenten Trevor Linden nachfolgte.
Im Juni 2016 wurde er Mitglied des Führungsgremiums des Schweizer NLA-Vereins Genève-Servette HC, im März 2017 wurde ihm die Aufgabe übergeben, die sportliche Entwicklung des Klubs zu überwachen.

## Erfolge und Auszeichnungen
- 2011 NHL General Manager of the Year Award

## Karrierestatistik
(Legende zur Spielerstatistik: Sp oder GP = absolvierte Spiele; T oder G = erzielte Tore; V oder A = erzielte Assists; Pkt oder Pts = erzielte Scorerpunkte; SM oder PIM = erhaltene Strafminuten; +/− = Plus/Minus-Bilanz; PP = erzielte Überzahltore; SH = erzielte Unterzahltore; GW = erzielte Siegtore; 1 Play-downs/Relegation; Kursiv: Statistik nicht vollständig)